# Каген, Самуил
Самуил Каген — французский журналист и гебраист, сделавший перевод Библии на французский язык (18 томов, Париж, 1832—1851). Кавалер ордена Почётного легиона (1849).

## Биография
Родился в 1796 г. в Меце. Переехав в юности в Майнц, прошёл там курс раввинских наук и в то же время усердно занимался новейшей литературой и языками. В 1822 г. занял пост заведующего консисториальным еврейским училищем в Париже, а в 1840 г. основал журнал «Archives Israélites».
Умер в 1862 г. в Париже. Похоронен на кладбище Пер-Лашез.

## Труды
Главный труд Кагена — перевод Библии на французский язык, причём в труде помещены: еврейский текст, критические примечания и целые исследования (совместно с другими учёными). Издание вышло в 18 томах в 1832—1851 гг. в Париже. Несмотря на неприязненное отношение критики, работа Кагена оказала огромное влияние на французских евреев.
Кроме своего капитального труда, Каген написал также:
- «Cours de lecture hébraïque, suivi de plusieurs prières», Metz, 1824;
- «Précis d’instruction religieuse», ib., 1829;
- новое французское издание Пасхальной Агады, Париж, 1831—1832;
- «Almanach hébreu», ib., 1831.